# Goeram Minasjvili
Goeram Varlamovitsj Minasjvili (Georgisch: გურამ ვარლამის ძე მინაშვილი; Russisch: Гурам Варламович Минашвили) (Tbilisi, 22 november 1935 - Tbilisi, 1 maart 2015) is een voormalig basketbalspeler, die speelde voor de Sovjet-Unie op de Olympische Spelen.

## Carrière
Minasjvili begon zijn loopbaan in 1953 bij Dinamo Tbilisi. Met Dinamo won hij in 1968 het landskampioenschap van de Sovjet-Unie. In Europa won Minasjvili de grootste prijs in 1962. Met Dinamo won hij de FIBA European Champions Cup door in de finale te winnen van Real Madrid uit Spanje met 90-83. In 1967 stapte hij over naar Sinatle Tbilisi. In 1964 won Minasjvili met het Nationale team van de Sovjet-Unie, zilver op de Olympische Spelen en in 1963 won hij brons op het wereldkampioenschap. Minasjvili won drie keer goud op het Europees kampioenschap in 1957, 1959 en 1963. In 1971 stopte Minasjvili met basketbal.

## Erelijst
- Landskampioen Sovjet-Unie:
  - Tweede: 1960, 1961
  - Derde: 1965
- FIBA European Champions Cup: 1
  - Winnaar: 1962
- Olympische Spelen:
  - Zilver: 1964
- Wereldkampioenschap:
  - Brons: 1963
- Europees kampioenschap: 3
  - Goud: 1957, 1959, 1963